# 卡奇派 (昆迪納馬卡省)

卡奇派是哥倫比亞的城鎮，位於該國中部，由昆迪納馬卡省負責管轄，距離首府波哥大60公里，始建於1910年，面積125平方公里，海拔高度983米，2005年人口9,737。
4°35′54″N 74°26′29″W / 4.59833°N 74.4414°W